# Saint-Cyran-du-Jambot
Saint-Cyran-du-Jambot è un comune francese di 392 abitanti situato nel dipartimento dell'Indre nella regione del Centro-Valle della Loira.

## Società

### Evoluzione demografica
Abitanti censiti